# Metapenaeus anchistus
Metapenaeus anchistus är en kräftdjursart som först beskrevs av De Man 1920.  Metapenaeus anchistus ingår i släktet Metapenaeus och familjen Penaeidae. Inga underarter finns listade i Catalogue of Life.